# Gardenscapes
『Gardenscapes』（ガーデンスケイプ）はロシアの企業Playrixが開発・発売したパズルゲーム。iOS、Android、Mac OS、Facebook、ウェブブラウザ、ニンテンドー3DSでプレイ可能で、日本のニンテンドー3DS版は『Gardenscapes つくろう!大庭園』のタイトルでアークシステムワークスから発売されている。プレイヤーは執事のオースティンと一緒に譲り受けた庭に美しさを取り戻すことになる。

## ゲームプレイ
本作はマッチ3ゲームで、主なゲームプレイは隣り合った2つのピースを入れ替えて、少なくとも3つの行か列を作ることになる。どのレベルにも目標がある。例えば決まった数のピースを集めて庭に存在するノームを見つけることもある。複数の章で構成され、マッチ3レベルをクリアするとストーリーが進む星を獲得、次の章がアンロックされる。

## 評価
Facebookは本作を2016年のthe game of the yearと評価している。2017年11月までに総ダウンロード数は9200万を超えた。
ファミ通クロスレビューでは6、7、7、6の26点。レビュアーは複数のサポートアイテムのおかげでアイテム探しにハマる、アイテム配置の意外性があるとした一方、施設の種類が少ない、プレイしていくうちに慣れるためステージの種類がもっとほしかった、装備品を買う際の画像が小さくて分かりにくい、文字が潰れている、アイテム探しは名前や形状で認識し辛いとした。
Nintendo World Reportは庭づくりやサブクエストを賞賛、庭の数が少ないこと、繰り返えされる隠しアイテム探し、リピートとリンスのゲームプレイを批判した。
ゲームの内容とは全く異なる動画広告を流しており、数多のプレイヤーから強い批判を受けている。(例:謎解き脱出ゲーム風の広告など)
社はストアの説明を見れば分かると反論している。